# Frontera lingüística moselana

Mapa de la zona (1630).

La frontera lingüística moselana marca la separación entre la zona sur de habla románica y la zona norte de habla germánica. Sería más apropiado hablar de límites lingüísticos, puesto que nunca ha sido frontera entre dos estados. No obstante, ha sido utilizada para marcar el límite entre el bailiaje de Nancy y el bailiaje de Alemania del ducado de Lorena hasta el siglo XVIII.

## Localización
El departamento del Mosela se puede dividir en dos:
- El sur, donde se habla el lorenés, un grupo de dialectos románicos más o menos cercanos a las lenguas de oïl, que comprende el vosgiano de la montaña que atraviesa la región de Saint-Quirin al sureste. Es el dialecto que habla menos de la mitad del antiguo condado de Dabo, el nombre actual es la pronunciación vosgiana de Dagsbourg (Dàgschburri en fráncico lorenés). Del mismo modo, Sarrebourg fue denominado en el mismo idioma Sààrburri.
- El norte, donde se habla el fráncico lorenés, que pertenece a la familia de las lenguas germánicas: el fráncico luxemburgués, al noroeste, el fráncico moselano en el centro y el fráncico renano de Lorena al sureste. Al extremo sur del municipio de Phalsbourg se habla un dialecto alemánico. Esta región constituye el Mosela Fráncico, también llamado Lorena alemana (nombre habitual del siglo XIII hasta el XIX, tanto en la población como en la administración). El nombre de Mosela Fráncico es muy reciente y no tiene en cuenta la existencia de la zona de habla alemánica.

La frontera lingüística sigue una línea que une los pueblos de Volmerange-les-Mines (noroeste) y Walscheid (sureste). Se prolonga en la Lorena belga, separando las regiones de Gaume y Arelerland, y en los Vosgos, donde sigue hacia el sur de Alsacia.

### Localidades de la frontera lingüística
A finales del siglo XIX:
- Zona germánica: Rédange, Russange, Volmerange-les-Mines, Nondkeil, Rochonvillers, Angevillers, Algrange, Volkrange, Veymerange, Florange, Suzange, Serémange-Erzange, Uckange, Bertrange, Guénange, Volstroff, Luttange, Hombourg-Budange, Ébersviller, Piblange, Drogny, Bockange, Rurange-lès-Mégange, Mégange, Guinkirchen, Brecklange, Volmerange-lès-Boulay, Loutremange, Helstroff, Brouck, Bannay, Morlange, Marange-Zondrange, Fouligny, Guinglange, Elvange, Créhange, Mainvillers, Faulquemont, Adelange, Eincheville, Viller, Harprich, Morhange, Racrange, Rodalbe, Bermering, Virming, Francaltroff, Léning, Albestroff, Réning, Insming, Vittersbourg, Givrycourt, Munster, Lhor, Loudrefing, Mittersheim, Berthelming, Saint-Jean-de-Bassel, Gosselming, Haut-Clocher, Langatte, Sarrebourg, Buhl-Lorraine, Schneckenbusch, Brouderdorff, Plaine-de-Walsch, Hartzviller, Troisfontaines, Walscheid, Soldatenthal, Wassersoupe.
- Zona románica: Audun-le-Tiche, Ottange, Bure, Tressange, Havange, Fontoy, Nilvange, Marspich, Suzange, Serémange-Erzange, Rémelange, Fameck, Uckange, Richemont, Bousse, Rurange-lès-Thionville, Montrequienne, Mancy, Altroff, Aboncourt, Saint-Bernard, Villers-Bettnach, Burtoncourt, Nidange, Épange, Hinckange, Northen, Condé, Varize, Vaudoncourt, Bionville-sur-Nied, Raville, Servigny-lès-Raville, Hémilly, Arriance, Many, Thonville, Suisse, Landroff, Baronville, Rhode, Pévange, Zarbeling, Lidrezing, Bénestroff, Vahl-lès-Bénestroff, Montdidier, Albestroff, Torcheville, Guinzeling, Lostroff, Cutting, Rorbach-lès-Dieuze, Angviller-lès-Bisping, Bisping, Desseling, Fribourg, Rhodes, Kerprich-aux-Bois, Bébing, Imling, Hesse, Nitting, Voyer, Abreschviller.

## Historia
La frontera lingüística es muy antigua. Sus raíces se remontan a la época del Imperio Romano antes de las invasiones bárbaras del siglo V.
Antes del establecimiento del Imperio Romano, el Mosela estaba habitado desde hacía casi cinco siglos por los celtas mediomátricos y la población hablaba celta. Después de la invasión romana, sólo las clases altas adoptaron el latín. San Jerónimo afirmaba en el siglo IV: Los gálatas hablan el mismo idioma que los treveris. Tréveris estaba más al norte del actual Mosela.
Durante las invasiones bárbaras los germánicos se establecieron y probablemente asimilaron a los galos de la región porque, con respecto a los francos, tenían 4.000 guerreros bautizados; las tribus bárbaras eran poco numerosas (no más de 15.000 personas), muy pocos en comparación con los nativos. En concreto, los alemánicos en Alsacia y los francos al oeste de las montañas de los Vosgos. Ambos hablaban lenguas diferentes: los alemánicos hablaban dialectos alsacianos y los francos el fráncico, que originó los dialectos de Mosela. Los francos conquistaron gran parte de la Francia actual, pero se contentaron con tomar el poder político, sin imponer su lengua.
La frontera lingüística no es un vestigio de la anexión alemana de 1871. El origen de la frontera lingüística se revisa fundamentalmente en función de los hallazgos arqueológicos. Ya se sabía por el estudio de las necrópolis de la Alta Edad Media que las características físicas de los enterrados eran las mismas que los de la época galorromana. La excavación de las viviendas de los habitantes merovingios de Mosela ha mostrado recientemente una abrumadora perennidad en la ocupación del suelo durante el Bajo Imperio: no se fundaron nuevas poblaciones al este entre los siglos V y VIII.
Parece ser que en la mayor parte del territorio del Mosela coexistieron los tres idiomas (celta, germánico y románico) a partir del año 250 (primera penetración de los bárbaros) y, sobre todo desde el siglo V, cuando los alemánicos se instalaron definitivamente en Alsacia y los romanos fueron finalmente derrotados, cosa que permitía el desarrollo de una plenitud bárbara. El límite se fijó entre el siglo VI y el siglo X. Alrededor del año 1000, la frontera lingüística seguía la línea de Audun-le-Tiche, Moyeuvre-Grande, Vigy, Mainvillers, Mulcey, Réchicourt-le-Château y Turquestein-Blancrupt, antes de bordear la cordillera de los Vosgos, al sur de Alsacia. Esta línea se mantuvo notablemente estable a lo largo de los siglos.
No obstante, algunos acontecimientos contribuyeron al retroceso del fráncico:
- la Guerra de los Treinta Años, ya que la región resultó tan devastada que hubo que traer colonos de Picardía y de Saboya para la repoblación de la región, especialmente el área de Dieuze. Pero también es importante tener en cuenta que también se instalaron colonos alemanes muchos de varios orígenes, principalmente de zonas de montaña o donde las tierras cultivables era insuficientes (Suiza germánica, Tirol, Baviera), y que se integraron perfectamente en la medida que su habla de origen no era muy diferente del fráncico moselano.
- una orden de Luis XIV de Francia en 1685 sólo permite el francés en los actos oficiales, pero no se puede aplicar después de que el territorio es devuelto al duque Leopoldo I de Lorena;
- Bajo el reinado de Estanislao, padrastro de Luis XV, Antoine-Martin Chaumont de La Galaizière promulga un decreto que impone el francés en los actos oficiales de Lorena;
- La Revolución Francesa, dividida en sus inicios (véase los cuadernos de agravios de Forbach), impone el uso del francés después de la toma de posesión de los jacobinos;
- Napoleón III toma medidas drásticas para hacer progresar el francés en detrimento del fráncico (principalmente en la escuela).

Unos trabajos de 1881 observan un aumento de la zona románica en dos áreas:
- un avance hacia el norte a pocos kilómetros entre Hayange y Vigy;
- Hacia 15-20 kilómetros al norte del Saulnois: de Dieuze a Albestroff y de Réchicourt-le-Château a Sarrebourg.

El retroceso del fráncico aumenta de manera determinante después de la Segunda Guerra Mundial, puesto que su parentesco con el alemán tiene connotaciones negativas. Según el INSEE, el uso del fráncico se ha reducido significativamente en las últimas décadas.